# Загородній Олександр Володимирович
Олекса́ндр Володи́мирович Загородні́й — український військовик, солдат Збройних сил України. Учасник війни на сході України.

## З життєпису
Добровольцем пішов боронити Україну після смерті свого друга й однокласника Ігоря Хола.
За особисту мужність і героїзм, виявлені у захисті державного суверенітету та територіальної цілісності України, вірність військовій присязі під час російсько-української війни нагороджений орденом «За мужність» III ступеня (26.2.2015).

## Нагороди
- Орден «За мужність» III ступеня (26 лютого 2015) — за особисту мужність і героїзм, виявлені у захисті державного суверенітету та територіальної цілісності України, вірність військовій присязі[1]